# Макаров Валерій Миколайович
Валерій Миколайович Макаров (19 січня 1947, Сімферополь) — радянський футболіст, який грав на позиції воротаря. Відомий за виступами у сімферопольській «Таврії», у складі якої зіграв понад 100 матчів у класі «Б», другій групи класу «А» та другій лізі чемпіонату СРСР.

## Клубна кар'єра
Валерій Макаров народився у Сімферополі. Спочатку розпочав займатися баскетболом, проте під час відпочинку в піонерському таборі відбувались змагання з футболу, під час яких Макарову запропонували стати воротарем, і після успішної гри він перейшов до футбольної секції. Займався у секції футболу при юнацькій команді сімферопольського клубу «Авангард», перейменованому пізніше на «Таврію», де його партнерами були Микола Климов і Анатолій Майборода. У команді майстрів Макаров дебютував у 1965 році в складі сімферопольської «Таврії» в класі «Б», після травми багаторічного стража воріт клубу Еммануїла Анброха, та грав у складі команди до 1972 року, з невеликою перервою, коли футболіста в 1970 році призивали на військову службу до армійської команди СКА (Одеса). У 1972 році Валерій Макаров разом із командою став бронзовим призером чемпіонату УРСР. Сезон 1973 року футболіст провів у команді «Зірка» (Тирасполь), яка грала в українській зоні другої ліги. У 1974—1975 роках Валерій Макаров грав у команді першої ліги «Металург» із Запоріжжя, у кінці 1975 року повернувся до «Таврії», проте грав виключно за дублюючий склад. У сезоні 1976 року Макаров грав у складі команди другої ліги «Суднобудівник» з Миколаєва, після чого завершив виступи на футбольних полях. Після завершення кар'єри футболіста Валерій Макаров повернувся до Сімферополя, де тривалий час працював трнером у футбольній школі «Таврії».